# 异冰片
异冰片是一种桥环有机化合物，化学式为C10H18O。它是一种萜烯衍生物，其羟基位于exo位；endo位的异构体为冰片。它具有手性，存在对映异构体。

## 合成
异冰片在商业上由乙酸异冰片酯的水解制得，而前体的酯由莰烯和乙酸在强酸催化下反应得到。
樟脑还原也能得到异冰片：